# Jan Eduard Ptáček
Policejní kapitán Jan Eduard Ptáček (anglicky John Edward Ptacek, 11. listopadu 1861 Ottawa, Illinois – 1941 USA) byl česko-americký policista, důstojník policejního sboru města Chicaga (Chicago Police Department), u kterého sloužil přes 40 let. Roku 1901 také po krátkou přechodnou dobu zastával funkci vrchního policejního náčelníka Chicaga.

## Život

### Mládí
Narodil se v Ottawě ve státě Illinois do rodiny českého imigranta Jana M. Ptáčka (* 20. července 1836–?) z Letů u Písku v jižních Čechách. Jeho otec odjel se svými rodiči v šestnácti letech roku 1856 z jihočeské vsi Probulov do Clevelandu. Posléze se usadil v Ottawě, kde provozoval hostinec a pivovar, ten však později zkrachoval a Ptáček starší se tak s rodinou přesunul do Chicaga, města s početnou českou komunitou. Zde byl majitelem hostince, později pak pivovaru a několika domů okolo 25. a Princeton Street. Rodina tak žila v utěšenýc poměrech. Jan Eduard se roku 1884 oženil.

### Policejní kariéra
Téhož roku přihlásil k chicagskému policejnímu sboru, ke kterému byl přijat 15. prosince 1884. Prodělal úspěšný kariérní postup, ve kterém posléze dosáhl funkce policejního kapitána. V období od 16. až 30. dubna 1901 byl po rezignaci Josepha Kipleyho jmenován starostou Chicaga Carterem Harrisonem Jr. prozatímním vrchním městským policejním náčelníkem, až do nástupu řádného velitele sboru Francise O’Neila.
Ještě roku 1909 je připomínán v hodnosti poručíka, nedlouho poté pak dosáhl hodnosti policejního kapitána. Obdobné hodnosti dosáhl z Čechoameričanů patrně jen František P. Barcal roku 1894, rovněž v Chicagu. Roku 1912 se Ptáček stal velitelem policejní stanice v Lawndale v chicagské West Side. Roku 1915 čelil obvinění ze spolupráce na korupci v kauze obviněného policejního velitele Gleasona. U chicagské policie pracoval nejpozději do roku 1925, kdy jej zmiňuje zdejší deník Chicago Daily News.
Byl jedním z nejvýše postavených policejních důstojníků se silnými přistěhovaleckými kořeny, obzvláště pak ve slovanské Evropě. Opakovaně byl přimomínán a zmiňován v české krajanské literatuře a českých periodikách vydávaných v USA.

### Úmrtí
Zemřel roku 1941 ve věku 79 nebo 80 let, patrně v Chicagu.

### Rodinný život
Roku 1884 se v Chicagu oženil s Čechoameričankou Marií Agnes Broučkovou (1864–1939), se kterou měli několik dětí.